# Thöningsen

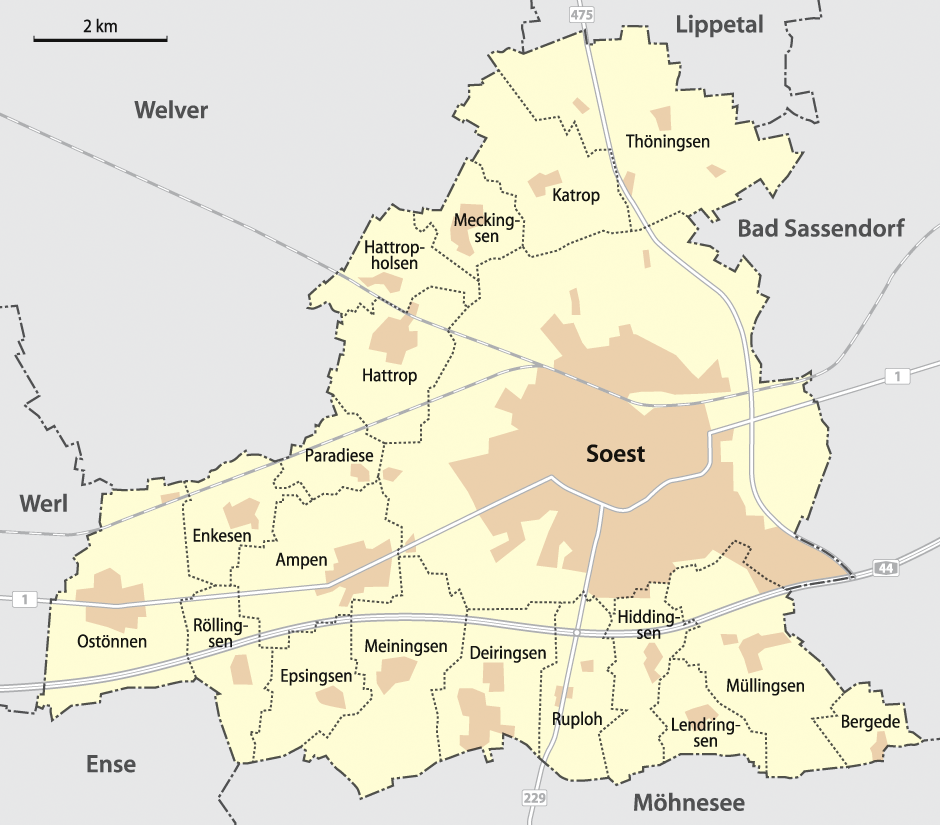
Soest und seine Ortsteile

Thöningsen ist ein Ortsteil von Soest in Westfalen.
Thöningsen liegt im Norden der Stadt, angrenzend befinden sich die Gemeinden Lippetal und Bad Sassendorf. Seit dem Mittelalter ist Thöningsen ein Teil der Soester Börde, genauer: der Niederbörde. Im Westen verläuft die Oestinghauser Landstraße (z. T. B 475). Thöningsen wird von der Schledde durchflossen. Ihr Nebenfluss ist der Roßbach.
In Thöningsen liegt der niedrigste Punkt von Soest mit 73 m ü. NN im „Hammer Land“ zwischen Schledde und B 475.

## Geschichte
Thöningsen wird im Jahr 1168 (1190) als Thodenchusen erstmals erwähnt.
Zur ursprünglichen Gemeinde bzw. zum heutigen Ortsteil gehören auch die Höfe von Willingheppen, Hemmis, Kutmecke, Ellingsen sowie die ursprünglich zur Herrlichkeit Hinderking gehörige Bauerschaft Wehringsen.
Am 1. Juli 1969 wurde Thöningsen durch das Soest/Beckum-Gesetz in die Kreisstadt Soest eingegliedert.
Die einklassige ev. Volksschule von Thöningsen mit den Jahrgängen 1 bis 8 in einem Raum und einem Lehrer wurde 1964 geschlossen. Das Schulgebäude wurde 1970 abgebrochen und 1982 im Westfälischen Freilichtmuseum in Detmold wieder aufgebaut. Historisch (Schule, Schützenverein u. a.) gibt es engere Kontakte zum Soester Ortsteil Katrop und dem Welveraner Ortsteil Balksen.

## Name
Der Ortsname mit der für die Region typischen Endung „-ingsen“ (=-inghausen) bedeutet etwa: bei den Häusern der Leute des T(h)ōdo/T(h)ōdi.

Die Bedeutungen der zugehörigen Ortsbezeichnungen sind:
- Hemmis: bei den Häusern der Leute des Hemmo[5]
- Kutmecke: Ferkelbach[6]
- Ellingsen: bei den Häusern der Leute des Aldi (rekonstruierte Form)/Aldo[7]
- Wehringsen bedeutet etwa: bei den Häusern der Leute des Ward(o).[8]
- Willingheppen – etwa: Heppen der Leute des Widilo/Widulo oder Heppen des Widiling[9]

### Einwohnerentwicklung
| Jahr | Ew. |
| ---- | --- |
| 1933 | 174 |
| 1939 | 161 |
| 1961 | 187 |
| 1998 | 195 |
| 2005 | 204 |
| 2008 | 220 |

## Belege
1. 1 2 3 4  Statistik. (Memento vom 14. Mai 2011 im Internet Archive) Info der Stadt Soest. Ausgabe Februar 2010. (PDF; 76 kB).
2. ↑  Marga Koske: Geschichte der eingemeindeten Soester Stadtteile. In: Soester Zeitschrift. 112, 2000, S. 23–78, hier: 30.
3. ↑  Martin Bünermann: Die Gemeinden des ersten Neugliederungsprogramms in Nordrhein-Westfalen. Deutscher Gemeindeverlag, Köln 1970, S. 92.
4. ↑  Michael Flöer, Claudia Maria Korsmeier: Die Ortsnamen des Kreises Soest (= Westfälisches Ortsnamenbuch (WOB), Band 1). Verlag für Regionalgeschichte, Bielefeld 2009, ISBN 978-3-89534-791-7, (https://rep.adw-goe.de/handle/11858/00-001S-0000-0001-CC5B-1) S. 433–434.
5. ↑  Michael Flöer, Claudia Maria Korsmeier: Die Ortsnamen des Kreises Soest (= Westfälisches Ortsnamenbuch (WOB), Band 1). Verlag für Regionalgeschichte, Bielefeld 2009, ISBN 978-3-89534-791-7, (https://rep.adw-goe.de/handle/11858/00-001S-0000-0001-CC5B-1) S. 220.
6. ↑  Michael Flöer, Claudia Maria Korsmeier: Die Ortsnamen des Kreises Soest (= Westfälisches Ortsnamenbuch (WOB), Band 1). Verlag für Regionalgeschichte, Bielefeld 2009, ISBN 978-3-89534-791-7, (https://rep.adw-goe.de/handle/11858/00-001S-0000-0001-CC5B-1) S. 290.
7. ↑  Michael Flöer, Claudia Maria Korsmeier: Die Ortsnamen des Kreises Soest (= Westfälisches Ortsnamenbuch (WOB), Band 1). Verlag für Regionalgeschichte, Bielefeld 2009, ISBN 978-3-89534-791-7, (https://rep.adw-goe.de/handle/11858/00-001S-0000-0001-CC5B-1) S. 152.
8. ↑  Michael Flöer, Claudia Maria Korsmeier: Die Ortsnamen des Kreises Soest (= Westfälisches Ortsnamenbuch (WOB), Band 1). Verlag für Regionalgeschichte, Bielefeld 2009, ISBN 978-3-89534-791-7, (https://rep.adw-goe.de/handle/11858/00-001S-0000-0001-CC5B-1) S. 459.
9. ↑  beides nach: Michael Flöer, Claudia Maria Korsmeier: Die Ortsnamen des Kreises Soest (= Westfälisches Ortsnamenbuch (WOB), Band 1). Verlag für Regionalgeschichte, Bielefeld 2009, ISBN 978-3-89534-791-7, (https://rep.adw-goe.de/handle/11858/00-001S-0000-0001-CC5B-1) S. 476–477.
10. 1 2  Michael Rademacher: Landkreis Soest. Online-Material zur Dissertation, Osnabrück 2006. In: eirenicon.com. Abgerufen am 21. Oktober 2023.
11. ↑  Martin Bünermann, Heinz Köstering: Die Gemeinden und Kreise nach der kommunalen Gebietsreform in Nordrhein-Westfalen. Deutscher Gemeindeverlag, Köln 1975, ISBN 3-555-30092-X, S. 255.